# WTCC i Nederländerna
FIA WTCC Race of the Netherlands var den nederländska deltävlingen i FIA:s världsmästerskap i standardvagnsracing. Deltävlingen kördes endast säsongen 2007, då på Circuit Park Zandvoort nära Zandvoort. Tävlingen tillkom på kalendern då FIA WTCC Race of Mexico ströks efter att Autódromo Miguel E.Abed ansågs vara för farlig. Den mexikanska deltävlingen kom tillbaka efter ombyggnation 2008.
2010 ströks FIA WTCC Race of Mexico igen, den här gången på grund av droghandel och översvämningar som skapat oro i landet. Circuit Park Zandvoort är då villiga att ersätta tävlingen. Problemet är bara att hinna med alla förberedelser, då tävlingen ska gå 11 april.

## Säsonger
| År   | Bana                   | Race | Segrare förare               | Segrare märke  | Rapport                   |
| ---- | ---------------------- | ---- | ---------------------------- | -------------- | ------------------------- |
| 2007 | Circuit Park Zandvoort | 1 2  | Alain Menu Gabriele Tarquini | Chevrolet SEAT | WTCC i Nederländerna 2007 |